# Шеперд, Билли
Уильям Л. «Билли» Шеперд-младший (англ. William L. "Bill" Shepherd, Jr.; род. 18 ноября 1949 года, Бедфорд, штат Индиана, США) — американский профессиональный баскетболист, который выступал в Американской баскетбольной ассоциации, отыграв три из девяти сезонов её существования. Кроме того успел поиграть в ААБА.

## Ранние годы
Уильям Шеперд родился 18 ноября 1949 года в городе Бедфорд (штат Индиана), а затем перебрался в город Кармел (штат Индиана), где посещал одноимённую среднюю школу, в которой выступал за местную баскетбольную команду под руководством своего отца Билла Шеперда-старшего. В «Кармел Грейхаунд» за четыре сезона набрал 2465 очков, а в выпускном классе был признан лучшим баскетболистом Индианы среди старшеклассников.